# Agrotis pallidula
Agrotis pallidula là một loài bướm đêm trong họ Noctuidae.